# الإمبراطورية البيزنطية تحت حكم السلالة الأنجيلوسية
 الإمبراطورية البيزنطية أو بيزنطية هو مصطلح يستخدمه المؤرخون عادة لوصف الإمبراطورية الرومانية الناطقة باليونانية في العصور الوسطى، المتمركزة على عاصمتها القسطنطينية. بعد النجاة من سقوط الإمبراطورية الرومانية الغربية خلال العصور القديمة المتأخرة، استمرت الإمبراطورية البيزنطية في العمل حتى تم غزوها من قبل الأتراك العثمانيين في عام 1453. خلال هذا الوقت، حكمت العديد من السلالات الإمبراطورية المختلفة على الإمبراطورية. في سياق التاريخ البيزنطي، كانت الفترة من عام 136 م حتى عام 1404 م تحت حكم سلالة أنجيلوس.